# Valdeviejas
Valdeviejas es una localidad española perteneciente al municipio de Astorga, en la comarca de Maragatería, provincia de León, comunidad autónoma de Castilla y León. Se trata de una de las poblaciones del Camino de Santiago Francés.
Este pueblo es conocido por la denominación de origen del garbanzo Pico Pardal el cual forma parte del famoso cocido maragato y sin los cuales no se podría elaborar. Este garbanzo se caracteriza por ser pequeño y tener una forma y sabor especial en su clase con lo cual consigue una textura de calidad superior a los demás de su clase.